# Política orçamental
A política orçamental, ou política fiscal, é um ramo da política econômica que define o orçamento e seus componentes, os gastos públicos e impostos como variáveis de controle para garantir e manter a estabilidade econômica, amortecendo as flutuações dos ciclos económicos e ajudando a manter uma economia crescente, o pleno emprego e a inflação baixa.

## Administração e Supervisão
A atividade financeira que o Estado desempenha nas sociedades modernas, está dividida em três funções básicas: função de alocação de recursos; função redistributiva; e papel de estabilizador econômico. Na alocação de recursos, o Estado fornece bens que, sob certas circunstâncias, o mercado não fornece de forma eficiente. O papel redistributivo do Estado, tenta conciliar as diferenças que ocorrem entre a distribuição da riqueza, e o que o sistema de mercado e a sociedade consideram como equitativamente justo, envolvendo conceitos éticos, políticos e econômicos. A função de estabilização, onde a política orçamental está enquadrada, o Estado tenta obter a estabilidade do sistema financeiro, evitando desequilíbrios e trazendo os ajustes necessários na demanda agregada, e em cada caso, controlando a inflação ou reduzindo o desemprego.

### Principais objetivos da política fiscal
Como dito acima os principais objetivos de qualquer política orçamental são:
- Acelerar o crescimento econômico.
- O pleno emprego de todos os recursos produtivos da sociedade, tanto de capital humano como de material.
- Estabilidade de preços, visando não ocorrer grandes oscilações nos indicadores gerais de preços.[3]

Política fiscal expansionista: É a tomada de medidas econômicas que objetiva gerar um aumento da despesa pública ou redução de impostos.
Política fiscal contracionista:É a tomada de decisões que visa uma redução de gastos governamentais público ou aumento os impostos, ou ainda uma combinação de ambos.
Todas essas causam de alguma forma variações na taxa de juros e na taxa de câmbio

## Processo de execução da política fiscal
O processo é resumido neste gráfico, que torna o investimento fixo e impostos proporcionais à produção:
Legenda:
- T: os impostos (imposto) o dinheiro pago pelos cidadãos
- G: gastos do governo, o dinheiro gasto pelo Estado em Obras, etc.
- Eixo Y (vertical): dinheiro (recebido ou gasto)
- Eixo X (horizontal): Produto Interno (PIB), a produção
- P1: equilíbrio orçamental, T = G
- Zona vermelha, P2: área de deficit, onde as despesas são superiores às receitas
- Zona Verde, P3: área de superavit, resultado positivo com redução de gastos, ou maior arrecadação de impostos

É preciso esclarecer que o deficit não é necessariamente uma coisa ruim a ser evitada. Os defensores acreditam que a política orçamental, ao invés de tentar alcançar o ponto de equilíbrio (P1 , na figura), deveria aumentar seu gasto para estimular a economia e, portanto, G>T havendo um déficit.

## Mecanismos
Os mecanismos de controle sugeridos pelos keynesianos (os principais seguidores do modelo de políticas fiscais) são:
- Variação dos gastos públicos
- Variação dos impostos

Os dois são importantes para o controle do investimento público. Mas ao escolherem entre maiores gastos da máquina estatal ou uma redução de impostos, os políticos tendem a preferir o último, pois é imediato, de fácil reversão a sociedade e lhe garantem uma boa reputação.

### Variação dos gastos públicos
A despesa pública ou investimento público é dinheiro que o estado gasta para pagar obras públicas como estradas, bens e serviços para a sociedade.
A política fiscal de aumento de gastos públicos é normalmente mais empregada em momentos de crise econômica, ou quando há graves distorções estruturais no sistema produtivo nacional. Em grandes ciclos de recessão onde o nível de desemprego se eleva muito, o estado reduz sua arrecadação e aumenta seus gastos gerando altos índices de déficit público .

### Variação dos impostos
Em teoria, os recursos arrecadados pelos governos são revertidos para o bem comum, para investimentos (tais como infraestrutura: estradas, portos e aeroportos) e custeio de bens e serviços públicos, como saúde, segurança e educação. Mas não há vinculação entre receitas de impostos e determinada finalidade - ao contrário do que ocorre com as taxas e a contribuição de melhoria, cujas receitas são vinculadas à prestação de determinado serviço ou realização de determinada obra. Embora a lei obrigue os governos a destinarem parcelas mínimas da arrecadação a certos seviços públicos - em especial de educação e saúde -, o pagamento de impostos não confere ao contribuinte qualquer garantia de contrapartida.
Como medida de política fiscal, o governo reduz ou aumenta a carga tributária com o objetivo de acelerar ou frear o ritmo econômico. A política fiscal de variação de impostos normalmente traz os retornos desejáveis a curto prazo.

## Tipos de política fiscal
Pode ser expansionista ou contracionista:
- Política fiscal expansionista: quando o objetivo é estimular a demanda agregada, especialmente quando a economia está atravessando um período de recessão e precisa de um "empurrão" para se expandir. Como resultado, temos a tendência de déficit ou até mesmo levar à inflação.[5]
- Política fiscal contracionista: quando o objetivo é reduzir a demanda agregada, por exemplo, quando a economia está em um período de expansão excessiva (superaquecimento econômico) e, há a necessidade de retração econômica, em consequência da excessiva inflação que se constrói neste cenário.[6]

### Política fiscal expansionista
Os mecanismos utilizados são:
- Aumentar a despesa pública para aumentar a produção e reduzir o desemprego.
- Impostos mais baixos, para aumentar o rendimento disponível ao consumidor/investidor, causando aumento de consumo e investimento das empresas, em conclusão, uma mudança no sentido da demanda agregada (expansão).

### Política fiscal contracionista
Os mecanismos são inversos aos da política expansionista. Eles consistem em:
- Reduzir os gastos do governo para desacelerar a produção.
- Aumentar os impostos para que as pessoas não consumam tanto e as empresas invistam menos, consequentemente desloca a demanda agregada (contração).

É que ela reduz a demanda agregada de forma a gerar excesso de oferta agregada de bens, o que irá fazer diminuir o nível de renda e os preços do mercado.

## Surgimento
A política fiscal foi uma proposta inovadora que o economista John Maynard Keynes sugeriu, como forma de combate Grande Depressão Econômica da década de 30. Seus pontos principais são:
- Afirmar que a Lei de Say (a oferta gera sua própria demanda) não se cumpre, pois pode haver equilíbrio econômico, mas há muito desemprego..
- Considera que o Estado é o responsável para resolver o problema do desemprego (em oposição aos clássicos e monetaristas, que acreditam que é resolvido por si mesmo.) Para isso, o Estado tem que controlar a demanda agregada através da política fiscal.
- O estado de pleno emprego é passageiro, e a economia é flutuante.

## Teorias
Alguns conceitos envolvidos na teoria de Keynes:
- Efeito multiplicador;
- Propensão marginal a consumir;
- A oferta agregada, com uma seção horizontal (seção keynesiana).

## Críticas à política fiscal
A política fiscal deixou de ser eficaz na década de 1970, pois ela não poderia resolver a situação agora conhecida como estagflação, que é a coexistência de inflação elevada e também uma alta taxa de desemprego, causadas pela crise do petróleo em 1973.

### Efeito de expulsão
Em períodos de recessão se aplica uma política expansionista, aumentando o gasto público e baixando os impostos. Para ser financiado, o Estado precisa de dinheiro, e o encontra no mercado privado, vendendo títulos de dívida pública. Ao vender maior quantidade, o preço e o estoque de títulos baixam e os investidores compram mais destes, pois eles são mais rentáveis e seguros. No final, as pessoas estão investindo pesadamente no estado, mas não no mercado privado, o que se pretendia a princípio.

### Provoca déficit comercial
A  emissão de títulos para finaciar a dívida pública atrai capital financeiro internacional, por causa dos baixos preços dos papéis de dívidas e dos juros. A entrada de capital estrangeiro movimenta a taxa de câmbio, valorizando a moeda nacional, tornando mais competitivos os produtos do mercado internacional facilitando as importações, e, em consequência, dificultado a exportação da produção nacional.

### Falta de constância da propensão ao consumo
Os clássicos afirmam que não vamos gastar sempre o mesmo percentual de nossa receita, de modo a que propensão marginal a consumir ou nosso nível poupança não ser constante. Além disso, ele depende muito do tipo de pessoa, dos gostos, do fator cultural, entre outros.